# Dům U Zlatého lva (Cheb)
Dům U Zlatého lva je měšťanský dům na náměstí Krále Jiřího z Poděbrad v Chebu. Je pojmenován po stejnojmenné lékárně která v domě sídlila od roku 1630. Jedná se o úzký nezdobený dům s gotickým jádrem, o gotickou fasádu přišel na konci 19. století. Dříve se jednalo o průchozí dům, průchod vedl do Školní ulice.